# Andre Ware
Andre Ware (Galveston, 31 luglio 1968) è un ex giocatore di football americano statunitense che ha giocato nel ruolo di quarterback nella National Football League (NFL) e nella Canadian Football League. Fu scelto come settimo assoluto nel Draft NFL 1990 dai Detroit Lions. Al college giocò a football all'Università di Houston, vincendo l'Heisman Trophy nel 1989.

## Carriera universitaria
Dopo essersi diplomato alla Dickinson High School, Andre Ware giocò alla University of Houston, dove divenne il primo quarterback afroamericano a vincere l'Heisman Trophy nel 1989, assieme al Davey O'Brien Award, quest'ultimo assegnato al miglior quarterback universitario della stagione. Quell'anno, quello da junior, lanciò per 4.699 yard, 44 touchdown e stabilì 26 record NCAA, molti dei quali grazie all'innovativo attacco utilizzato da Houston. I Cougars terminarono la stagione come numero 14 della classifica dell'Associated Press. Successivamente decise di dichiararsi eleggibile per il Draft NFL, saltando l'ultimo anno di college

## Carriera professionistica
Ware fu scelto dai Lions come settimo assoluto del Draft 1990, raggiungendo il vincitore dell'Heisman Trophy del 1988, Barry Sanders. Trascorse quattro stagioni a Detroit, giocando solamente 14 gare, di cui 6 come titolare: l'allora allenatore Wayne Fontes insistette nel fare partire come titolare lo spesso infortunato Rodney Peete, sostituendolo con Erik Kramer durante le sue assenze. Fontes in genere fece giocare Ware quando i Lions erano già fuori dalla corsa ai playoff o stavano perdendo la gara con un ampio margine. Il migliore periodo di Ware fu nel finale della stagione 1992 quando, con i Lions già matematicamente fuori dai playoff, condusse la squadra a vincere due delle ultime tre gare. La sconfitta giunse in un Monday Night Football contro i San Francisco 49ers. Iniziò la stagione 1994 nel roster dei Los Angeles Raiders ma fu svincolato dopo alcune partite. Nel 1995 firmò coi Jacksonville Jaguars, al loro debutto nella lega. In quanto ex vincitore dell'Heisman Trophy, la presenza di Ware generò molta eccitazione a Jacksonville, ma alla fine fu svincolato prima dell'inizio della stagione regolare.
Ware giocò in seguito nella Canadian Football League con gli Ottawa Rough Riders, i BC Lions e i Toronto Argonauts (dove fu la riserva di un altro vincitore dell'Heisman, Doug Flutie) e cinque gare con i Berlin Thunder, una squadra della NFL Europa. Nel 2008, ESPN lo ha nominato la 12ª peggiore scelta nel draft di tutti i tempi.

## Pàlmares

### Franchigia
- Grey Cup: 1

Toronto Argonauts: 1997

### Individuale
- Heisman Trophy (1989)
- Davey O'Brien Award (1989)
- College Football Hall of Fame (classe del 2004)

## Statistiche
NFL
| Partite totali      | 14    |
| Partite da titolare | 6     |
| Yard passate        | 1.112 |
| Touchdown           | 5     |
| Intercetti          | 8     |
| Passer rating       | 63,5  |